# De vuurproef (attractie)
De Vuurproef is een simulator in het Het Spoorwegmuseum.

## Geschiedenis

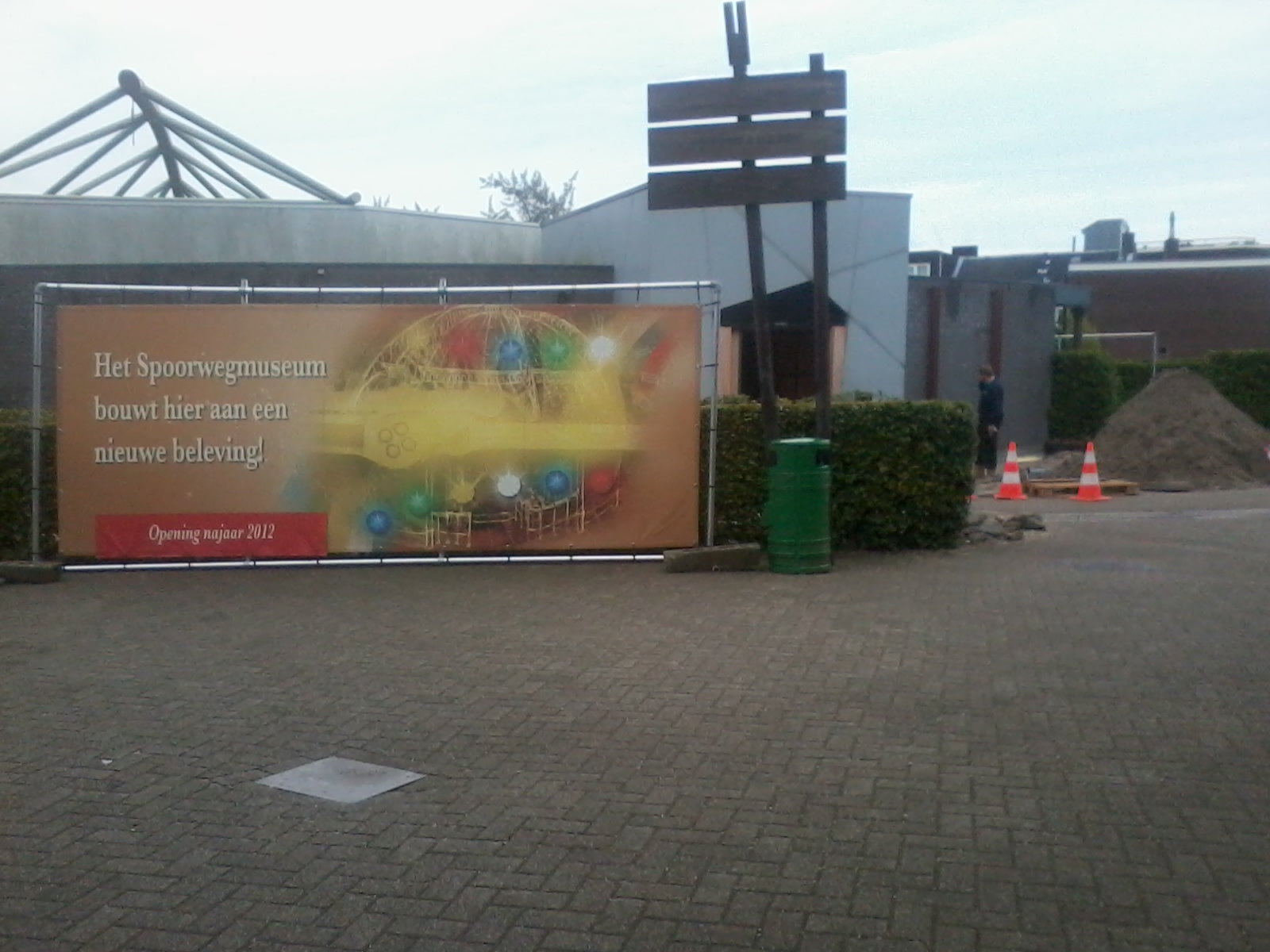
De Vuurproef in aanbouw

De bouw van de vuurproef startte begin 2012. De attractie werd op 22 november 2012 geopend. Een jaar later op 19 november 2013 won de Vuurproef de Thea Award voor beste attractie in de categorie '4D Simulator Limited Budget'. De bouw van de attractie kostte €1,8 miljoen.

## Thema en opzet
De attractie bestaat uit meerdere delen, waaronder een thematische wachtrij, meerdere voorshows en een rit in een simulator. De gehele decoratie is gericht op de geschiedenis van de spoorwegen 200 jaar geleden, waarbij de attractie ingericht is naar het steampunk. Tijdens de voorshows worden meerdere kortdurende video's getoond waarin de bezoekers door Rutger Hauer en Nhung Dam uitleg over de geschiedenis van de spoorwegen en de attractie zelf krijgen. De ontwerpers van de attractie hebben zich laten inspireren door attractieparken in de Verenigde Staten zoals het Walt Disney World Resort en het Universal Orlando Resort waar het gebruikelijk is dat de wachtrij volledig gedecoreerd is en bezoekers video's in voorshows te zien krijgen waarin bekende personen te zien zijn. Er bestaan overeenkomsten qua opzet van De Vuurproef met de attracties Harry Potter and the Forbidden Journey en Mission: Space.

## Indeling

### Wachtrij
De wachtrij is al een tentoonstelling op zich. Er liggen meerdere museumobjecten in de wachtruimtes en er wordt muziek gedraaid, waaronder Elvis Presley. In de wachtruimte hangen meerdere afbeeldingen en schilderijen, waaronder een afbeelding van Rutger Hauer als spoorwegmedewerker. Op een televisiescherm vertelt hij de bezoekers van alles over de spoorwegen. De kunstige afwerking in alle zalen van de wanden, meubilair en objecten suggereert dat men zich in een oud industrieel gebouw bevindt dat al tientallen jaren in gebruik is.
Per rit is er maximaal plaats voor achttien bezoekers. Zij worden echter gesplitst in drie groepen bestaande uit zes personen. Dit "splitsen" begint in de wachtrij. Bezoekers kunnen kiezen uit een blauwe (links), rode (midden) of groene rij (rechts). Gedurende de hele rit dienen de bezoekers zich te "verzamelen" bij hun kleur.

### Voorshows
Na de wachtruimte betreden bezoekers de eerste voorshow. Aan het plafond hangen  videomonitoren waarop Rutger Hauer de geschiedenis en vooral de maatschappelijke rol van de spoorwegen in Nederland presenteert. Na de eerste voorshow worden de bezoekers naar de tweede voorshow geleid. In deze voorshow wordt door middel van een video, gepresenteerd door Nhung Dam, uitgelegd wat er in de hoofdshow gaat gebeuren en krijgen alle bezoekers een taak mee de simulator in. Zo wordt een van de bezoekers tot treinmachinist benoemd. Het niet of wel uitvoeren van je 'taak' is van geen enkele invloed op het verloop van de hoofdshow.

### Hoofdshow
In de hoofdshow bevinden zich drie simulatoren. Elke simulator heeft zijn eigen kleur: groen, rood of blauw. Bezoekers dienen de simulator te betreden die overeenkomt met de "wachtrijkleur". In de simulator wordt over de volle breedte van de kop van de trein buiten vóór de voorruiten een animatievideo in breedbeeld getoond die het blikveld van de inzittenden vult. Samen met suggestieve, subtiele bewegingen van de bestuurdersstoelen wordt de suggestie gewekt dat zij zich in een heftig rijdende trein bevinden. Zo verheffen de stoelen zich dusdanig, dat ook van volwassenen de voeten in de lucht bungelen en bij een genomen bocht in het spoortraject de benen heen en weer slingeren. Dit geeft de sensatie dat men een middelpuntvliedende kracht ondergaat. Tijdens de film reist de trein door verschillende tijdperken. Tevens werd er tijdens de gesimuleerde rit een foto genomen, die gratis te downloaden was van de website van Het Spoorwegmuseum.
De film die getoond wordt is in 5K-kwaliteit en ontwikkeld door House of Secrets.

### Afloop
Na de hoofdshow volgt een korte video, gepresenteerd door Rutger Hauer, in een aparte niet-gedecoreerde ruimte. Hierin werden bezoekers geattendeerd op de genomen foto. Deze wordt sinds 2018 niet meer gemaakt en het fragment in de video is ingekort. Tot slot grapt Rutger dat het toilet nog erger is dan de hoofdshow.

## Afbeeldingen

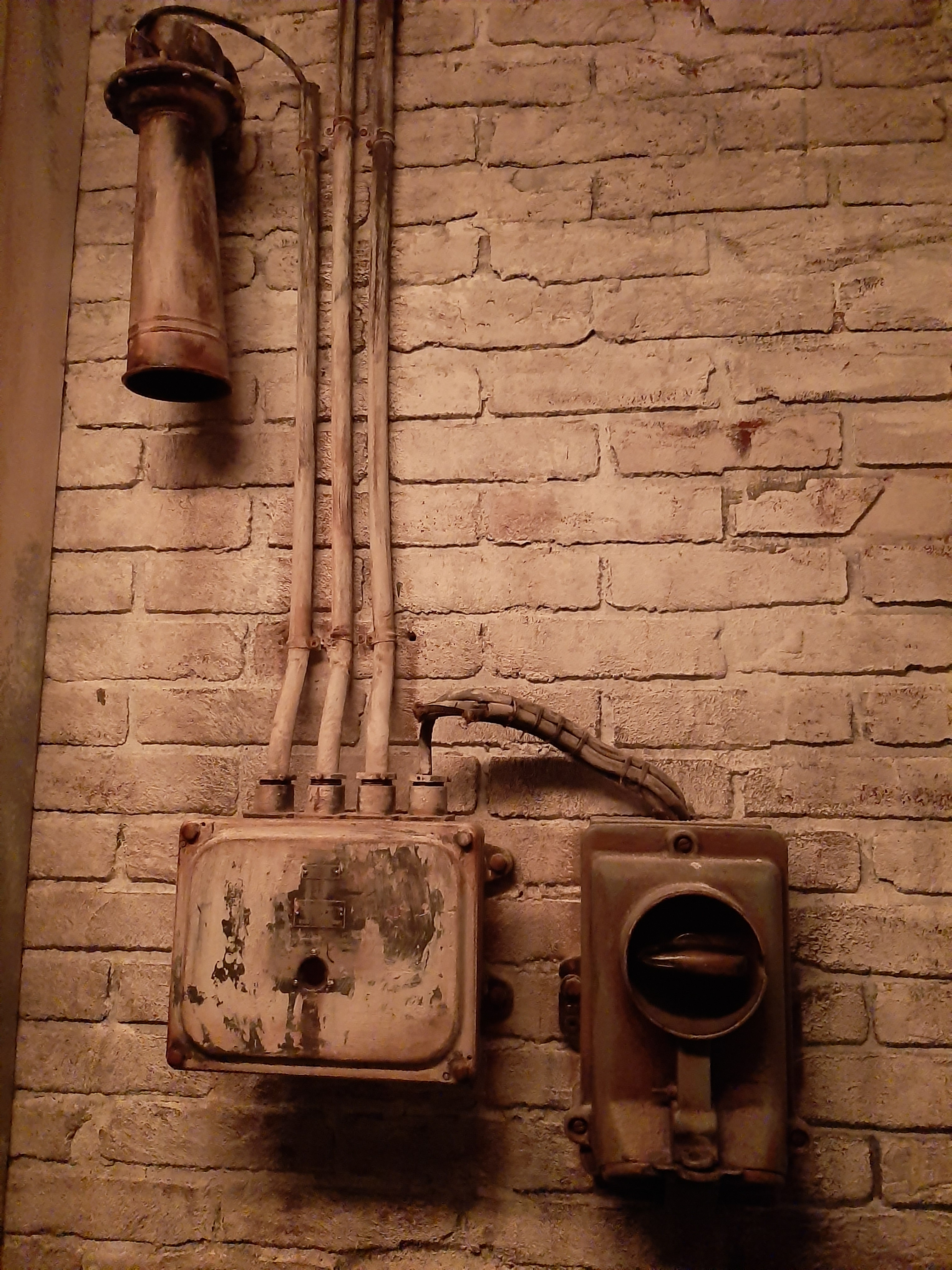
Decoratie in de attractie
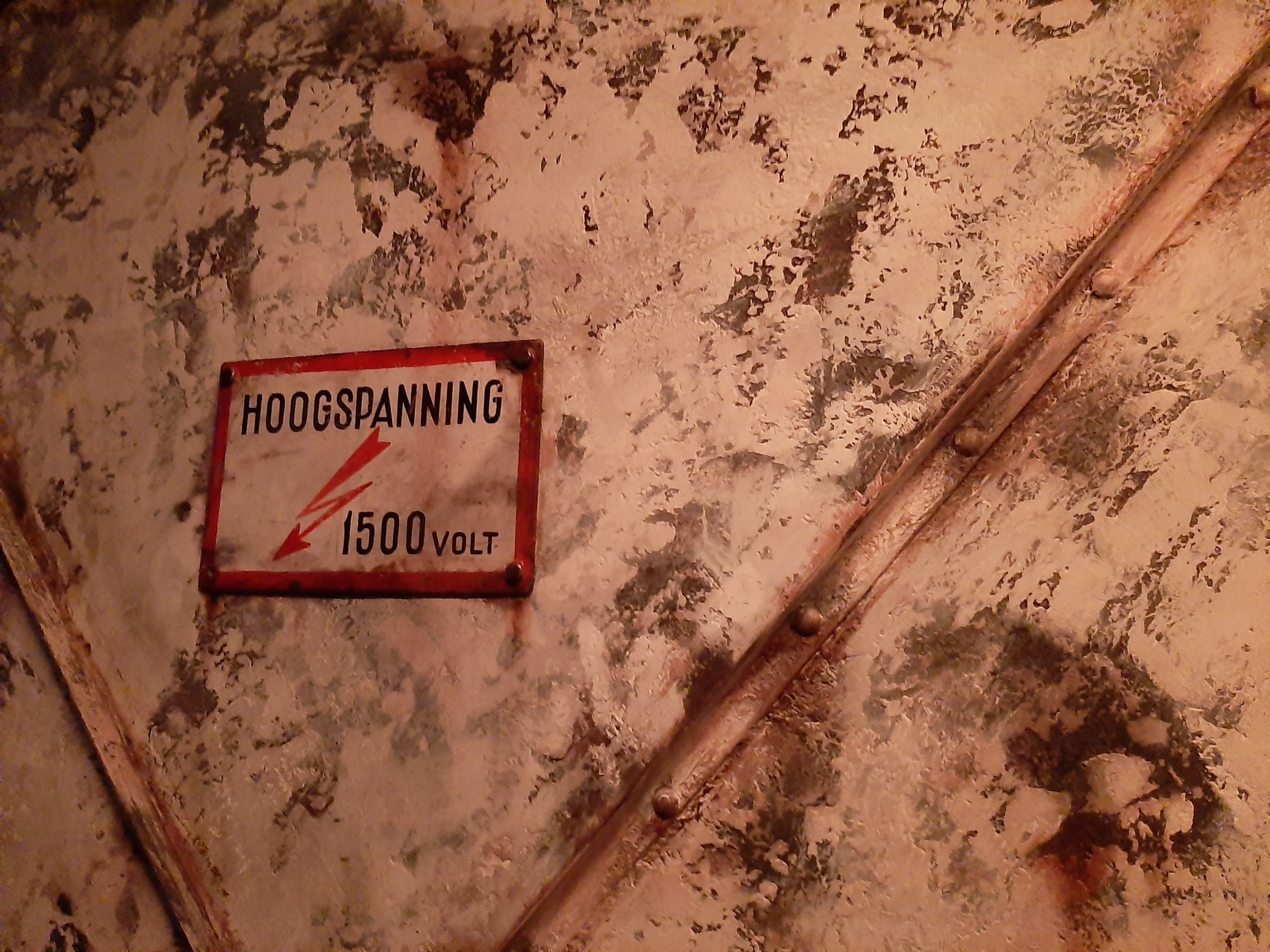
Decoratie in de attractie
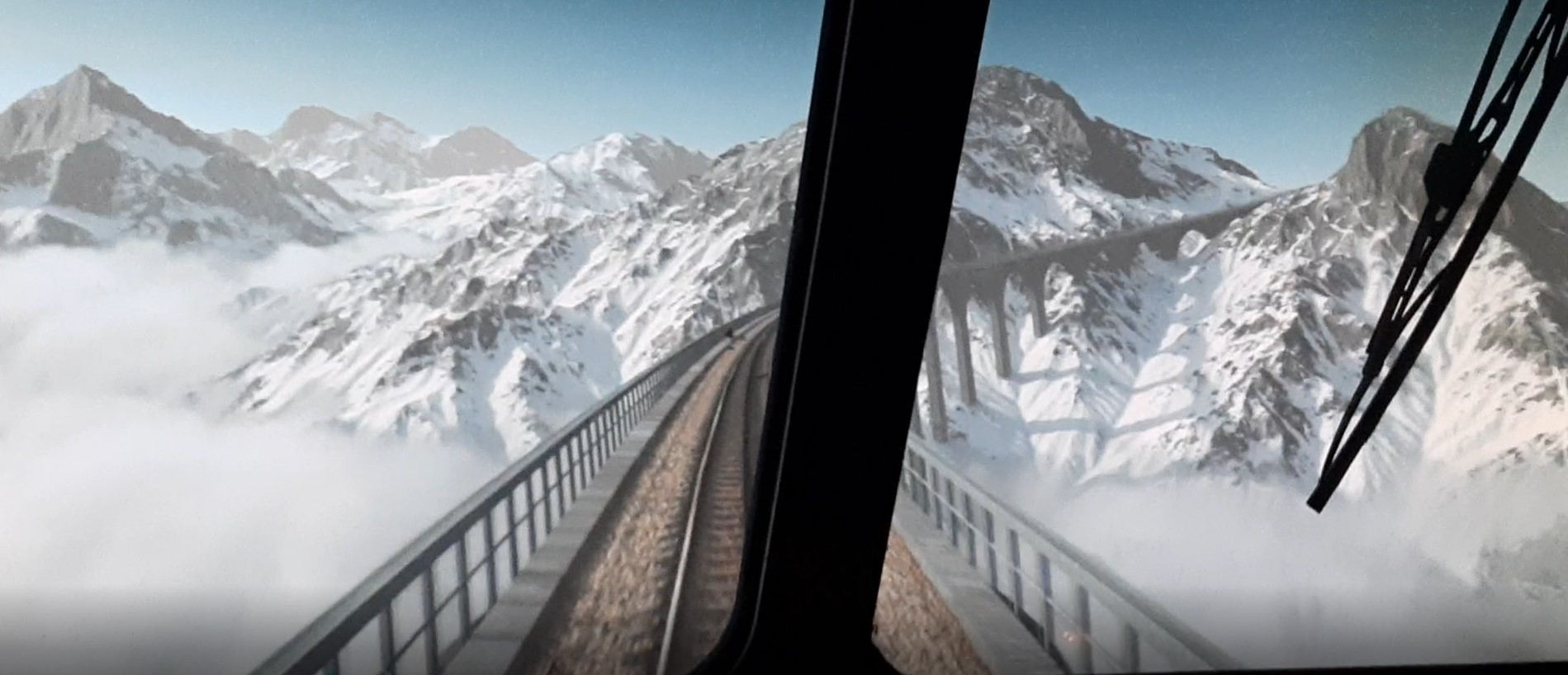
Beeld uit de hoofdshow

Station Utrecht Maliebaan · Heimwee Express · Pendeldienst naar Utrecht Centraal · Afbeeldingen